# Józef Chłopicki
Józef Chłopicki (Kapustyn, República de las Dos Naciones, 14 de marzo de 1771 - Cracovia, Zarato de Polonia, 21 de septiembre de 1854) fue un general polaco que combatió para Napoleón durante sus campañas en Italia, España y Rusia. Después del exilio de Napoleón a la isla de Santa Elena, Chłopicki se dedicó a liberar al pueblo polaco de los rusos, en el Levantamiento de Noviembre.

## Biografía
Józef Chłopicki nació en la localidad de Kapustyn, en Volinia, por aquel entonces parte del Imperio ruso (en la actualidad Ucrania) el 14 de marzo de 1771. Se enroló en el ejército polaco en 1785 a la edad de diecisiete años, para tratar de liberar al pueblo polaco de las tropas rusas, en la denominada Insurrección de Kościuszko.  
Luchó bajo las órdenes de Tadeusz Kościuszko durante la segunda partición de Polonia, combatiendo en la batalla de Racławice y ganándose la confianza de todos al luchar con decisión. Nicolas Charles Oudinot fue quién le consiguió unir a las Legiones Polacas del ejército napoleónico del Gran Ducado de Varsovia. Fue nombrado general de brigada durante la guerra de independencia española, después de su victoria en la batalla de Sagunto. También combatió en Smolensk durante la invasión napoleónica de Rusia.
Chłopicki dejó el servicio y se retiró hasta la revolución polaca de 1830. Considerado el líder indiscutible de la revolución (donde sería proclamado por los polacos jefe de Estado de Polonia cuando obtuviera su independencia), renunció a su cargo de general en 1831. Aun así permanece en el ejército, dirigendo la batalla de Grochów, donde fue herido. Posteriormente se retiró a Cracovia donde falleció el 21 de septiembre de 1854. Su nombre está tallado en el Arco del Triunfo de París, Francia.